# Nürnberger Versicherungscup
La Nürnberger Versicherungscup è un torneo femminile di tennis che si gioca a Norimberga in Germania. Fa parte della categoria International ed è giocato sulla terra rossa. 
La prima edizione si è giocata nel 2013, mentre l'ultima nel 2019. Dal 2021 è stato rimpiazzato dal torneo di Colonia.

## Albo d'oro

### Singolare
| Anno | Campionessa      | Finalista            | Punteggio        |
| ---- | ---------------- | -------------------- | ---------------- |
| 2019 | Yulia Putintseva | Tamara Zidanšek      | 4–6, 6–4, 6–2    |
| 2018 | Johanna Larsson  | Alison Riske         | 7–6(4), 6–4      |
| 2017 | Kiki Bertens (2) | Barbora Krejčíková   | 6–2, 6–1         |
| 2016 | Kiki Bertens (1) | Mariana Duque Mariño | 6–2, 6–2         |
| 2015 | Karin Knapp      | Roberta Vinci        | 7–6(5), 4–6, 6–1 |
| 2014 | Eugenie Bouchard | Karolína Plíšková    | 6–2, 4–6, 6–3    |
| 2013 | Simona Halep     | Andrea Petković      | 6–3, 6–3         |

### Doppio
| Anno | Campionesse                            | Finaliste                         | Punteggio           |
| ---- | -------------------------------------- | --------------------------------- | ------------------- |
| 2019 | Gabriela Dabrowski Xu Yifan            | Sharon Fichman Nicole Melichar    | 4–6, 7–6(5), [10–5] |
| 2018 | Demi Schuurs Katarina Srebotnik        | Kirsten Flipkens Johanna Larsson  | 3–6, 6–3, [10–7]    |
| 2017 | Nicole Melichar Anna Smith             | Kirsten Flipkens Johanna Larsson  | 3–6, 6–3, [11–9]    |
| 2016 | Kiki Bertens Johanna Larsson           | Shūko Aoyama Renata Voráčová      | 6–3, 6–4            |
| 2015 | Chan Hao-ching Anabel Medina Garrigues | Lara Arruabarrena Raluca Olaru    | 6–4, 7–6(5)         |
| 2014 | Michaëlla Krajicek Karolína Plíšková   | Raluca Olaru Shahar Peer          | 6–0, 4–6, [10–6]    |
| 2013 | Raluca Olaru Valerija Solov'ëva        | Anna-Lena Grönefeld Květa Peschke | 2–6, 7–6(3), [11–9] |